# The Universe (Dubai)
The Universe is een groep kunstmatige eilanden die voor de kust van de stad Dubai zouden worden aangelegd. De eilanden zouden een patroon vormen dat rondom de eilandengroep The World en tussen Deira Island en Palm Jumeirah gegroepeerd wordt. Vanuit de lucht zouden deze eilanden de vorm hebben van een zon met zonnestralen, planeten en de Melkweg.
De projectontwikkelaar was Nakheel Properties, onderdeel van het bedrijf Dubai World. De baggerbedrijven Van Oord en Jan de Nul, dezelfde bedrijven die voor de palmeilanden en The World (andere projecten van Nakheel) werden gebruikt, zouden tot 3.000 hectare land creëren. Er werd gezegd dat het project ergens tussen 2023 en 2028 zou zijn voltooid, maar vanaf 2009 is het project in de wacht gezet. 
Het project is nooit verder gekomen dan de planningsfase, en werd in 2009 opgeschort. Nakheel's website bleef The Universe vermelden als een "toekomstig project", maar in april 2015 is het verwijderd van hun website.